# Машина для уничтожения крепостей «Обой»

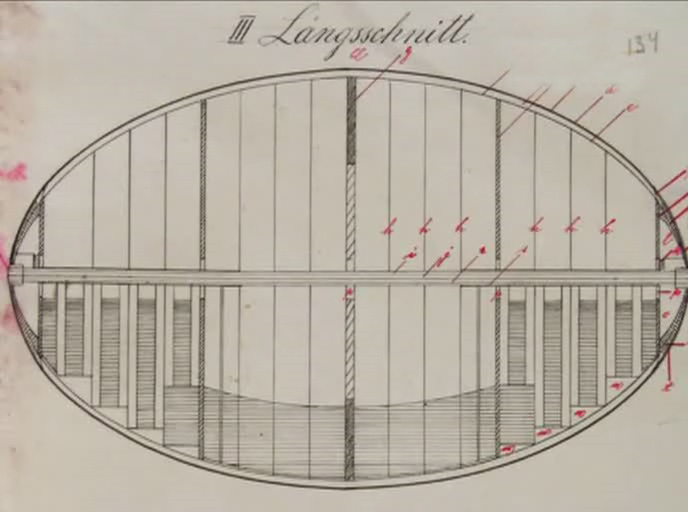
Поперечный разрез корпуса машины «Обой» из проекта устройства

Машина для уничтожения крепостей «Обой» (под таким обозначением значилась в документах, также известна, как Аппарат Семчишина и «Катающаяся крепость») — проект гипотетической боевой машины колоссальных размеров, разработанный русским инженером И. Ф. Семчишиным в 1915 году. Представлял собой бронированный эллипсоид диаметром несколько сот метров, который, двигаясь со скоростью до 500 км/ч, сминал бы неприятельские крепости. Явно утопический проект был отклонён техническим отделом ГВТУ в том же году.

## История создания
В июне 1915 года один из чинов технического отдела ГВТУ отправил начальнику управления генералу Г. Г. Милеанту следующую депешу:

Имею честь препроводить при сём на усмотрение Вашего Высокопревосходительства поступившее на ВЫСОЧАЙШЕЕ имя ГОСУДАРЯ ИМПЕРАТОРА прошение жителя г. Львова австрийского подданного Ивана Семчишина об оказании ему содействия в осуществлении изобретения просителя, имеющего применение в военном деле.
В своём письме императору конструктор писал:

ВСЕМИЛОСТЕВЕЙШИЙ ГОСУДАРЬ: 
Прилагая проект на машину до уничтожувания неприятельских крепостей, названну «Обой», осмеливаюсь покорнейше просить — когда ВАШЕ ИМПЕРАТОРСКОЕ ВЕЛИЧЕСТВО соизволит найти проект достойным расследования — о благосклонное повеление дабы я получил дозволение и условия, при какых мог бы соделывать модель. 
Это пишу при артеллерийском гуле и при начатом очищении гор. Львова. Радувало бы меня скорее решение по телеграфу, ибо на случай дальшой эвакуации я, как австрийский подданный не имеющий дозволения ни возможности уехать в Россию, мусел бы остаться на противной стороне боевого фронта. 
За незнание язика прошу извинения. 
ВАШЕМУ ИМПЕРАТОРСКОМУ ВЕЛИЧЕСТВУ 
всепреданнейший 
Семчишин. 
К письму прилагался соответствующий проект. Надо сказать, что к тому времени ГВТУ пребывал в состоянии перманентной бомбардировки всевозможными проектами боевых машин, при этом действительно воплотимые предложения сочетались с поистине фантастическими. Машина Семчишина относилась как раз ко второму разряду. На заседании ГВТУ проект справедливо был признан совершенно невоплотимым и никаких дальнейших работ по нему не проводилось.

## Описание конструкции
Предлагаемый Семчишиным аппарат предназначался, по мысли создателя, для уничтожения крепостей и представлял собой «бронированный эпициклоид высотой в несколько сот метров», а уничтожение крепостей осуществлялось путём наезда конструкции колоссальной массы на выбранную цель. Соответственно, никакое оружие на аппарате не устанавливалось. Корпус огромной яйцевидной конструкции выполнялся из закалённой стали толщиной 100 мм. Машина приводилась в движение при помощи двигателей, размещавшихся внутри аппарата и поднимавших маховик-эксцентрик, который, в свою очередь, обеспечивал перекатывание машины по земле. Причём, по мнению конструктора, скорость машины напрямую зависела от длительности нахождения маховика в приподнятом состоянии. В записке с предполагаемыми характеристиками Семчишин указывал максимальную скорость аппарата — 300 вёрст в час. При движении на подъём изобретатель предлагал также задействовать реактивные пороховые ускорители. Помимо двигателей и элементов управления, внутри корпуса машины располагались также «прожекторы, беспроволочный телеграф, элеваторы, жилые помещения и даже магазины».